# Платон (Чосу)
Епископ Платон Чосу (рум. Platon Ciosu; 18 ноября 1867, Прохозешти, жудец Бакэу — 29 ноября 1934, Бухарест) — епископ Румынской православной церкви, епископ Плоештский, викарий Унгровалашской митрополии.

## Биография
Родился 18 ноября 1867 в Прохозешти, жудец Бакэу, в семье священника.
Обучался в духовной семинарии в городе Роман, духовной семинарии имени Вениамина Костаки в Ясса, затем на богословском факультете в Бухаресте.
В 1900—1918 годы служил священником в кафедральном соборе в городе Куртя-де-Аржеш. В 1903−1908 годы одновременно служил протопопом (благочинным) жудеца Арджеш. Был председателем епархиальной духовной консистории и с 1909 год — членом Высшей Церковной консистории. Был председателем аржешского общества духовенства «Frăţia» (Братство). Инициировал и возглавил издание журнала «Păstorul Ortodox» (1900—1912), выпускавшегося по линии данного общества, в котором опубликовал многочисленные статьи, отчёты, обзоры и т. д.; Публиковался в «Adevărul Bisericesc» (церковная истина), органе того же общества (1912—1916), которые появились в Питештах.
30 сентября 1918 года в митрополичьем соборе в Бухаресте был рукоположен в викарного епископа Унгровалашской митрополии с титулом «Плоештский». Хиротонию совершили: митрополит Унгровалашский Конон (Арэмеску-Донич), епископ Арджешский Феофил (Михэйлеску) и епископ Констанцский Мелетий (Добреску).
С января по декабрь 1919 года был местоблюстителем Унгровалашской митрополии.
С января 1922 по март 1923 и с апреля по июнь 1924 года был временным управляющим Нижнедунайской епархии.
Скончался 29 ноября 1934 года в Бухаресте.